# 19758 Janelcoulson
19758 Janelcoulson è un asteroide della fascia principale. Scoperto nel 2000, presenta un'orbita caratterizzata da un semiasse maggiore pari a 2,3540694 UA e da un'eccentricità di 0,1253781, inclinata di 3,46715° rispetto all'eclittica.